# Campeonato Mundial de Atletismo Sub-20 de 2016 - 100 m masculino
A prova dos 100 metros rasos masculino do Campeonato Mundial de Atletismo Sub-20 de 2016 ocorreu entre os dias 19 e 20 de julho, em Bydgoszcz, na Polônia. 

## Recordes
Antes desta competição, os recordes mundiais e do campeonato nesta prova eram os seguintes:
|     | Nome                    | Nacionalidade  | Tempo | Local     | Data                |
| --- | ----------------------- | -------------- | ----- | --------- | ------------------- |
| WJR | Trayvon Bromell         | Estados Unidos | 9.97  | Eugene    | 13 de junho de 2014 |
| CR  | Adam Gemili             | Reino Unido    | 10.05 | Barcelona | 11 de julho de 2012 |
| WJL | Abdullah Abkar Mohammed | Arábia Saudita | 10.04 | Norwalk   | 15 de abril de 2016 |

## Medalhistas
| Ouro             | Prata               | Bronze            |
| Noah Lyles (USA) | Filippo Tortu (ITA) | Mario Burke (BAR) |

## Cronograma
Todos os horários são locais (UTC+1).
| Data        | Hora  | Evento        |
| ----------- | ----- | ------------- |
| 19 de julho | 12:05 | Eliminatórias |
| 20 de julho | 19:20 | Semifinal     |
| 20 de julho | 21:35 | Final         |

## Resultados

### Eliminatórias
Qualificação: Os 3 primeiros de cada bateria (Q) e os 6 tempos mais rápidos (q). 
| Posição | Bateria | Atleta                    | Nacionalidade         | Tempo | Notas                |
| ------- | ------- | ------------------------- | --------------------- | ----- | -------------------- |
| 1       | 3       | Noah Lyles                | Estados Unidos        | 10.10 | Q                    |
| 2       | 4       | Filippo Tortu             | Itália                | 10.29 | Q                    |
| 3       | 2       | Paulo André de Oliveira   | Brasil                | 10.31 | Q                    |
| 4       | 5       | Tlotliso Leotlela         | África do Sul         | 10.32 | Q                    |
| 5       | 6       | Mario Burke               | Barbados              | 10.33 | Q                    |
| 6       | 3       | Derick Silva              | Brasil                | 10.34 | Q                    |
| 7       | 3       | Eryk Hampel               | Polónia               | 10.39 | Q,                   |
| 8       | 6       | Kenta Oshima              | Japão                 | 10.44 | Q,                   |
| 9       | 2       | Khairul Hafiz Jantan      | Malásia               | 10.44 | Q                    |
| 10      | 5       | Rechmial Miller           | Grã-Bretanha          | 10.44 | Q                    |
| 11      | 6       | Raheem Chambers           | Jamaica               | 10.45 | Q                    |
| 12      | 4       | Austin Hamilton           | Suécia                | 10.46 | Q,                   |
| 13      | 2       | Jhevaughn Matherson       | Jamaica               | 10.47 | Q                    |
| 14      | 1       | Jack Hale                 | Austrália             | 10.48 | Q                    |
| 15      | 3       | Manuel Eitel              | Alemanha              | 10.50 | q                    |
| 16      | 1       | Oliver Bromby             | Grã-Bretanha          | 10.52 | Q                    |
| 17      | 2       | Stanislau Darahakupets    | Bielorrússia          | 10.54 | q                    |
| 18      | 5       | Daniel Estrada            | Porto Rico            | 10.55 | Q                    |
| 18      | 3       | Jhonny Rentería           | Colômbia              | 10.55 | q                    |
| 20      | 5       | Amaury Golitin            | França                | 10.56 | q                    |
| 21      | 4       | Hakim Montgomery          | Estados Unidos        | 10.58 | Q                    |
| 22      | 4       | Jaquone Hoyte             | Barbados              | 10.58 | q                    |
| 23      | 1       | Ippei Takeda              | Japão                 | 10.61 | Q                    |
| 24      | 3       | Oleksandr Sokolov         | Ucrânia               | 10.65 | q                    |
| 25      | 4       | Badrul Hisyam Abdul Manap | Malásia               | 10.66 |                      |
| 26      | 2       | Thomas Barthel            | Alemanha              | 10.67 |                      |
| 27      | 5       | Joris van Gool            | Países Baixos         | 10.69 |                      |
| 28      | 5       | Trae Williams             | Austrália             | 10.70 |                      |
| 29      | 1       | Dylan Sicobo              | Seicheles             | 10.79 |                      |
| 30      | 2       | Lee Gyu-hyeong            | Coreia do Sul         | 10.84 |                      |
| 31      | 6       | Andrea Federici           | Itália                | 10.87 |                      |
| 32      | 1       | Akanni Hislop             | Trinidad e Tobago     | 10.88 |                      |
| 33      | 6       | Luo Wenyi                 | China                 | 10.93 | Recorde da temporada |
| 34      | 6       | Aobakwe Malau             | Botswana              | 10.96 |                      |
| 35      | 4       | Gonzalo Fumont            | Uruguai               | 11.05 |                      |
| 36      | 5       | Vicente Antonio Aranda    | Honduras              | 11.25 |                      |
| 37      | 1       | Eric Borg Saywell         | Malta                 | 11.30 |                      |
| 38      | 1       | Phemelo Matlhabe          | África do Sul         | 11.99 |                      |
| 39      | 2       | Arturo Deliser            | Panamá                | DNS   |                      |
| 39      | 2       | Pascual Ochaga            | Guiné Equatorial      | DNS   |                      |
| 39      | 3       | Emmanuel Arowolo          | Nigéria               | DNS   |                      |
| 39      | 4       | Hakeem Huggins            | São Cristóvão e Neves | DNS   |                      |
| 39      | 6       | Raymond Ekevwo            | Nigéria               | DNS   |                      |

### Semifinal

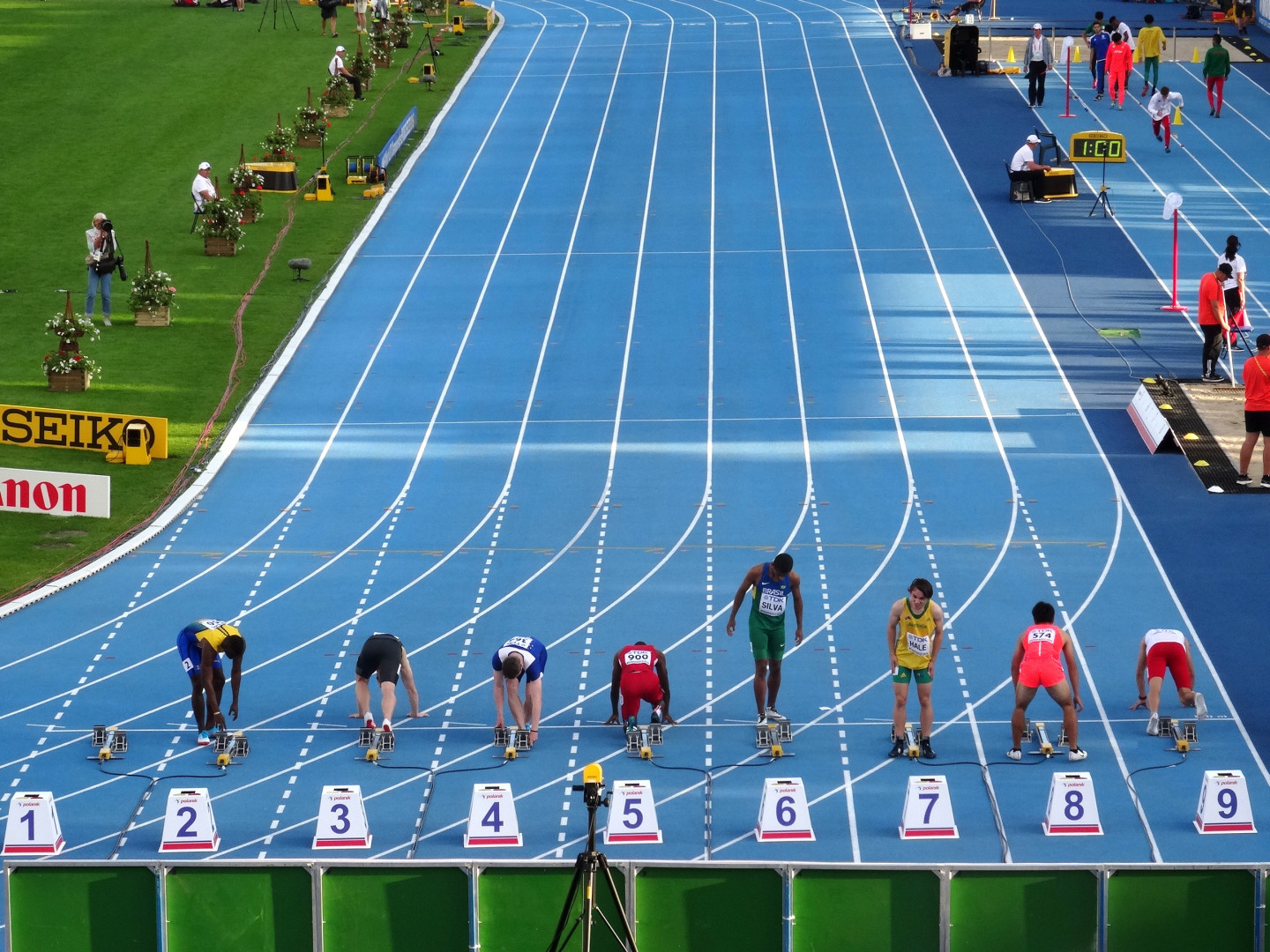
Bateria 2

Qualificação: Os 2 primeiros de cada bateria (Q) e os 2 tempos mais rápidos (q). 
| Posição | Bateria | Atleta                  | Nacionalidade  | Tempo | Notas                |
| ------- | ------- | ----------------------- | -------------- | ----- | -------------------- |
| 1       | 3       | Tlotliso Leotlela       | África do Sul  | 10.20 | Q                    |
| 2       | 2       | Noah Lyles              | Estados Unidos | 10.22 | Q                    |
| 3       | 1       | Filippo Tortu           | Itália         | 10.26 | Q                    |
| 4       | 3       | Paulo André de Oliveira | Brasil         | 10.32 | Q                    |
| 5       | 1       | Mario Burke             | Barbados       | 10.34 | Q                    |
| 6       | 1       | Raheem Chambers         | Jamaica        | 10.36 | q                    |
| 7       | 2       | Derick Silva            | Brasil         | 10.37 | Q                    |
| 8       | 3       | Rechmial Miller         | Grã-Bretanha   | 10.37 | q                    |
| 9       | 2       | Oliver Bromby           | Grã-Bretanha   | 10.37 | Recorde pessoal      |
| 10      | 3       | Jhevaughn Matherson     | Jamaica        | 10.40 |                      |
| 11      | 1       | Kenta Oshima            | Japão          | 10.43 | Recorde da temporada |
| 12      | 2       | Jack Hale               | Austrália      | 10.45 |                      |
| 13      | 1       | Austin Hamilton         | Suécia         | 10.47 |                      |
| 14      | 2       | Manuel Eitel            | Alemanha       | 10.53 |                      |
| 15      | 1       | Hakim Montgomery        | Estados Unidos | 10.53 |                      |
| 16      | 3       | Jhonny Rentería         | Colômbia       | 10.53 |                      |
| 17      | 3       | Amaury Golitin          | França         | 10.54 |                      |
| 18      | 2       | Ippei Takeda            | Japão          | 10.56 |                      |
| 19      | 2       | Eryk Hampel             | Polónia        | 10.58 |                      |
| 19      | 3       | Daniel Estrada          | Porto Rico     | 10.58 |                      |
| 21      | 3       | Khairul Hafiz Jantan    | Malásia        | 10.58 |                      |
| 22      | 1       | Stanislau Darahakupets  | Bielorrússia   | 10.63 |                      |
| 23      | 1       | Oleksandr Sokolov       | Ucrânia        | 10.65 |                      |
| 24      | 2       | Jaquone Hoyte           | Barbados       | 10.73 |                      |

### Final

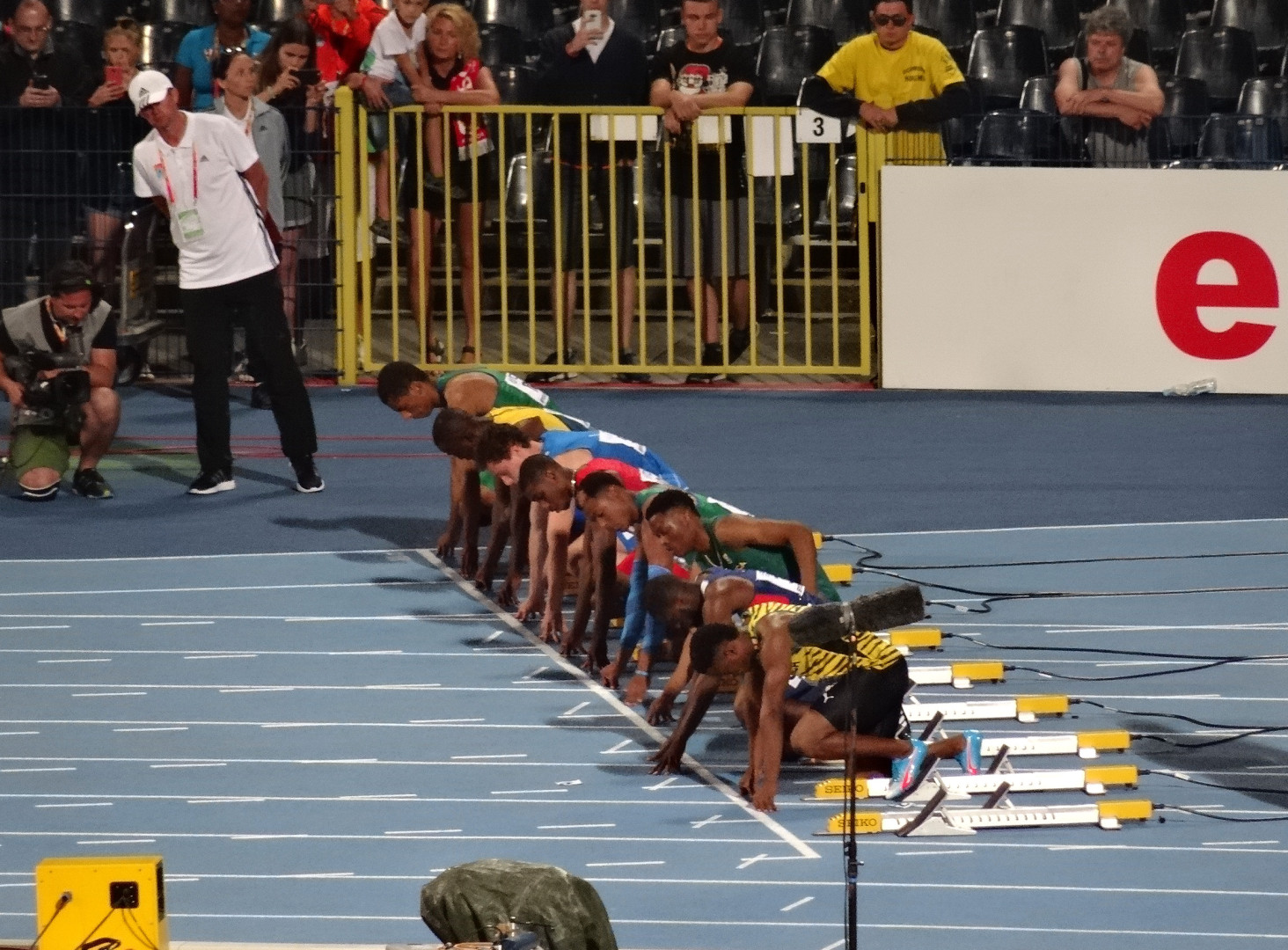
Os finalistas se estabeleceram nas raias

A prova final foi realizada no dia 20 de julho às 21:35.  
| Posição           | Raia | Atleta                  | Nacionalidade  | Tempo | Notas |
| ----------------- | ---- | ----------------------- | -------------- | ----- | ----- |
| Medalha de ouro   | 6    | Noah Lyles              | Estados Unidos | 10.17 |       |
| Medalha de prata  | 7    | Filippo Tortu           | Itália         | 10.24 |       |
| Medalha de bronze | 8    | Mario Burke             | Barbados       | 10.26 |       |
| 4                 | 4    | Tlotliso Leotlela       | África do Sul  | 10.28 |       |
| 5                 | 5    | Paulo André de Oliveira | Brasil         | 10.29 |       |
| 6                 | 2    | Raheem Chambers         | Jamaica        | 10.30 |       |
| 7                 | 9    | Derick Silva            | Brasil         | 10.37 |       |
| 8                 | 3    | Rechmial Miller         | Grã-Bretanha   | 16.18 |       |

Legenda
| Recorde mundial       | Recorde mundial (World record)               |                       | Recorde africano                      | Recorde africano (African) |                                           | Q | Classificado por posição (Qualified) |
| Recorde do campeonato | Recorde do campeonato (Championship record)  | Recorde da América    | Recorde da América (Americas)         | q                          | Classificado por melhor tempo (Qualified) |   |                                      |
| Melhor marca do ano   | Melhor marca do ano (World leading)          | Recorde asiático      | Recorde asiático (Asian)              | DNS                        | Não largou (Did not start)                |   |                                      |
| Recorde nacional      | Recorde nacional (National record)           | Recorde europeu       | Recorde europeu (European)            | DNF                        | Não terminou (Did not finish)             |   |                                      |
| Recorde pessoal       | Recorde pessoal do atleta (Personal best)    | Recorde da Oceania    | Recorde da Oceania (Oceania)          | DSQ / DQ                   | Desclassificado (Disqualified)            |   |                                      |
| Recorde da temporada  | Recorde da temporada do atleta (Season best) | Recorde sul-americano | Recorde sul-americano (South America) | NM                         | Sem marca (No mark)                       |   |                                      |